# 炭酸水

炭酸水の入ったコップ

炭酸水（たんさんすい）とは、炭酸ガスを含む水のことをいう。「ソーダ水」「ソーダ」とも言われる。特にソフトドリンクでは、飲み物に清涼感を与える目的で、炭酸を原料の一つに使用し気泡を立たせる。これは炭酸飲料とも呼ばれる。日本農林規格（JAS）では、ガス内圧が0.29MPa以上の飲料が該当する。
自然界でも、炭酸水は湧き水や温泉の形で産出し、温泉は一定要件を満たすと二酸化炭素泉と呼ばれる。飲用可能なものは、ミネラルウォーターの形で販売される。人工的に、水と炭酸ガスに圧力をかけて工場生産されている。欧米のレストランでは、水を注文する際「炭酸水」か「無炭酸の水」かを選んで注文する形式が一般的である。
炭酸水に調味料や香料を加えたものが『炭酸飲料』だが、日本では素の炭酸水は、飲食業における原材料（カクテルベース）として扱われ、一般消費者への普及は遅かった。

## 製造
水と炭酸ガスに圧力を加え炭酸（化学式：H2CO3）を製造するプロセスを炭酸飽和と呼ぶ。圧力を加えて製造される炭酸だが、圧力の影響がなくなると徐々に水と炭酸ガスに分離し、炭酸ガスは気泡の形で水中から放出されていく。
{\displaystyle {\ce {{H2O}+ {CO2}<=> H2CO3}}}
炭酸水は家庭でも製造可能で、そういった機器をソーダサイフォンという。市販のソーダ水は純粋な炭酸水の場合もあるが、塩、クエン酸ナトリウム、炭酸水素ナトリウム（重曹）、炭酸水素カリウム、クエン酸カリウム、硫酸カリウム、ジナトリウムリン酸塩などを少量加える場合もあり、メーカーによって異なる。これらの添加物は、過去の、重曹と食用酸を用いて家庭で作ったソーダ水の若干の塩味を再現するために加えられている。
溶解している炭酸ガス量をあらわす単位として「ガスボリューム」があり、20℃ 1気圧の条件下で水の量に対し溶解している炭酸ガス量が同量のとき、1ガスボリュームとなる。2010年代後半にはガス内圧の高い製品が「強炭酸水」との名称で販売されている。

## 歴史
歴史的に最初の炭酸水は、レモネードに重曹（炭酸水素ナトリウム）を加えた物だとされる。重曹とレモン果汁に含まれるクエン酸の化学反応によって炭酸ガスが発生する。この方法は、炭酸ガスを水に溶解させる高圧装置が普及するより早く大量生産されるようになった重曹を利用し、材料を水とともに瓶に封入することで家内工業レベルでも容易に炭酸水を製造可能である。化学反応の産物であるナトリウム塩の風味を打ち消すため、レモネードのように果汁や甘味料、香料などで味付けされ、多様な炭酸飲料へと発展した。この名残で、元来ナトリウム化合物を指すソーダが炭酸飲料の代名詞にもなっている。
- 1769年、イングランド人のジョゼフ・プリーストリーは、イングランドのリーズにある醸造所で、ビールの大桶の上に水の入ったボウルをつるしておくと水に二酸化炭素が溶け込むことを発見し、炭酸水を発明した[6]。ビールの発酵槽を覆っている空気は 'fixed air' と呼ばれ、そこにネズミを吊るしておくと死ぬことが知られていた。プリーストリーはそのようにして出来た水が美味しいことに気づき、冷たく爽やかな飲み物として友人らにそれを提供した。1772年、プリーストリーは Impregnating Water with Fixed Air（fixed air を染み込ませた水）と題した論文を発表し、その中でチョークに硫酸をたらして二酸化炭素ガスを発生させ、そのガスをボウルの中の水に攪拌して溶かし込む方法を推奨していた[7]。
- 1771年、スウェーデンの化学の教授トルビョルン・ベリマンも独自に似たような炭酸水の製法を発明した。彼は虚弱であり、自然発生する沸騰を模倣することで、健康に役に立つと考えていた[8]。マジャル人のイェドリク・アーニョシュ（1800年 - 1895年）は、ソーダ水の大量生産法を発明した。また、ハンガリーのブダペストに世界初の炭酸水工場を建設した[8]。その後ハンガリーで、ワインとソーダ水を混ぜたスプリッツァの一種 "fröccs" が作られるようになり、ヨーロッパ中に広まっていった。1800年代後期頃にはガソジンのような重曹を用いたソーダサイフォンが家庭にまで普及していた。
- 1889年頃、日本に定住していたイギリス人のクリフォード・ウィルキンソンが狩猟の途中に、兵庫県有馬郡塩瀬村生瀬（現在の兵庫県西宮市塩瀬町生瀬）で天然の炭酸鉱泉を発見した[9]。後に、ウィルキンソンのタンサンとして、日本国内外の27地域で販売した。
- 1914年、アメリカ合衆国にてLiquid Carbonic社がコカ・コーラ社に飲料用の炭酸水充填システムを納入したことを契機に、飲料用炭酸水の工業化に火がついた[10]。世界恐慌のころには、ソーダ・ファウンテンで売られている最も安い飲み物ということで two cents plain とも呼ばれていた。
- 1940年代、アメリカ合衆国では、第二次世界大戦まで「炭酸水 (carbonated water)」よりも「ソーダ水 (soda water)」の名称が一般的だった。1950年代には「スパークリング・ウォーター」や「セルツァー水」という呼称も使われるようになる。「セルツァー水 (seltzer water)」という呼称は、本来はドイツSelters産の発泡ミネラルウォーターの一種を指し、商標の普通名称化の一例である[11]。

現在では炭酸水は水温を下げ、ボンベ由来の二酸化炭素ガスを加圧し溶解させることで作られる。この方法は可溶性を増加させる、つまり、自然界より多くのCO2を水の中に溶解させる。そしてボトルを開けると、容器内の圧力は少なくなり、ガスは特徴的な泡を作り、溶解が解かれる。
風味付けした炭酸水も販売されている。甘味は添加せず、風味だけを加えている点がソーダとは異なる。レモン、ライム、グレープフルーツ、リンゴ、サクランボ、オレンジ、ラズベリー、マスカットといった果物の風味を加えたものが多い。日本では無糖の炭酸水は、2006年にキリンビバレッジよりNUDA（現・ヌューダ スパークリング）が発売され、さらに2009年頃からハイボールがブームとなって炭酸水の普及が本格化し、店頭で多く見かけられるようになり、ソーダサイフォンの存在も知られるようになってきた。

## 人体への影響

### 体温への影響
炭酸泉として入浴した場合は、血管拡張作用により体温を上昇させる。また、この体温上昇作用は炭酸濃度により変動する。特に、温度41℃での高濃度人工炭酸水温浴は除痛効果が高い事が報告されている。
一方、飲用により「低下する」とする報告と「上昇する」とする報告がある。
低下するとする報告
炭酸水の飲用および飲み込まず口腔内に入れ吐き出す偽飲 (Sham-feeding; SF) による口腔内刺激により、末梢体温の低下と一過性の心拍上昇が生じるとする報告がある。
上昇するとする報告
静岡県立大学食品栄養学部、渡辺らの研究によれば「炭酸水の飲用により体温の低下抑制が認められた」と報道された。